# مايك كومري
مايك كومري (بالإنجليزية: Mike Comrie)‏ (و. 1980  م) هو لاعب هوكي الجليد، من كندا، ولد في إدمونتون، مركز لعبه هو مركز ‏.

## التعليم
تعلم في جامعة ميشيغان.

## وصلات خارجية
- مايك كومري على موقع دوري الهوكي الوطني (الإنجليزية)
- مايك كومري على موقع EliteProspects.com (الإنجليزية)
- مايك كومري على موقع Eurohockey.com (الإنجليزية)
- مايك كومري على موقع HockeyDB.com (الإنجليزية)
- مايك كومري على موقع Hockey-Reference.com (الإنجليزية)

- مايك كومري على موقع IMDb (الإنجليزية)